# Élection au trône de Grèce (1862-1863)
Vous lisez un « article de qualité » labellisé en 2009.  Il fait partie d'un « thème de qualité ».
Pour les articles homonymes, voir Élection au trône de Grèce.
L'élection au trône de Grèce de 1862-1863 se produit à la suite de la déposition du roi d'origine bavaroise Othon Ier de Grèce en octobre 1862 et vise à donner au royaume de Grèce un nouveau souverain. 
Une consultation populaire est organisée par le gouvernement grec en décembre 1862 et aboutit à l'élection du prince Alfred du Royaume-Uni à la tête du pays. Mais le gouvernement britannique se montre peu enclin à envoyer un de ses princes régner à Athènes, tandis que les autres « puissances protectrices » de la Grèce (France et Russie) refusent de reconnaître l'élection car elle risquerait de donner trop d'importance à la Grande-Bretagne en Méditerranée orientale.
D'autres candidats sont donc avancés par les grandes puissances mais tous finissent par être rejetés par un autre gouvernement ou par décliner l'offre qui leur est faite : tel est notamment le cas du duc Nicolas de Leuchhtenberg, de l'ex-roi Ferdinand II de Portugal, du duc Ernest II de Saxe-Cobourg-Gotha et du prince Guillaume de Bade. Finalement, le Royaume-Uni propose, fin mars 1863, la candidature du prince Guillaume de Danemark, dont les sœurs sont fiancées au prince de Galles et au tsarévitch de Russie. Les puissances protectrices se montrent enthousiastes et l'Assemblée nationale grecque s'empresse d'élire le jeune homme de 17 ans le 30 mars. Cependant, les autorités danoises tardent à accepter l'élection du prince, qui n'est officiellement reconnue que le 1er juin. Le 6 juin, une délégation grecque conduite par l'amiral Constantin Kanaris se rend donc au château de Christiansborg et le prince danois est proclamé roi des Hellènes sous le nom de « Georges Ier de Grèce ».

## Contexte

### OthonIeret la crise dynastique

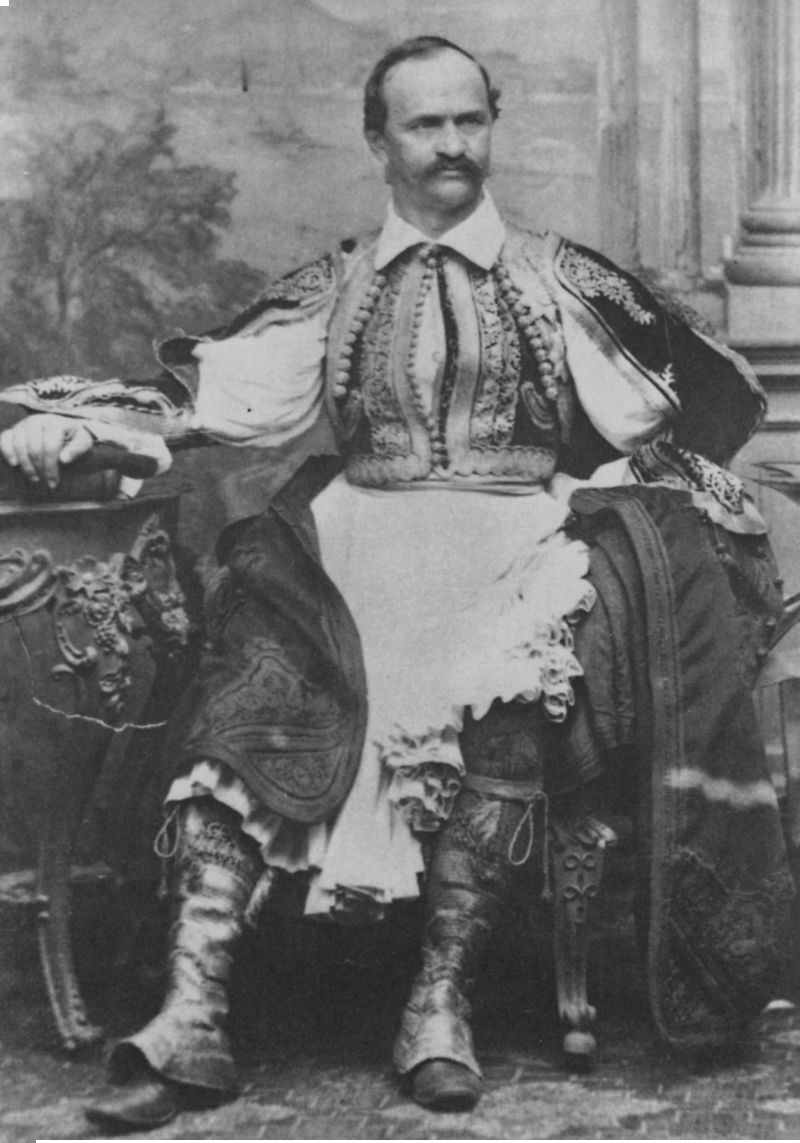
Le roi Othon Ier en costume traditionnel grec (1865).

Dans les années 1850-1860, le tout jeune royaume de Grèce est secoué par un double mouvement de contestations. Désireux de réaliser la « Grande Idée », autrement dit l'union de tous les Grecs dans un même état, le peuple hellène reproche au roi d'origine bavaroise Othon Ier de ne pas avoir agrandi le pays et de ne pas avoir libéré l'Épire, la Thessalie et la Crète du joug ottoman. La population reproche par ailleurs au souverain de mener une politique despotique, de vider les caisses du royaume par ses constructions et, surtout, de ne pas avoir donné d'héritier au pays,.
Conscient de ces reproches et désireux d’affermir son trône, le roi cherche à assurer sa succession. Conformément au traité de Londres du 7 mai 1832, qui établit que « la couronne de Grèce est héréditaire par ordre de primogéniture dans la descendance du roi Othon ou, à défaut, dans celle de son frère Luitpold ou, à défaut, dans celle de son frère Adalbert », il a l’espoir que l’un de ses frères ou neveux lui succède à sa mort. Cependant, la mise en place de la première constitution grecque, en 1843-1844, change la donne. L’article 40 de la Loi fondamentale établit en effet que « La couronne de Grèce appartient à la dynastie du roi Othon [mais que] son successeur doit professer la religion grecque orthodoxe ». Or, les frères d’Othon Ier se montrent très attachés à la foi catholique et refusent de se convertir ou d’élever leurs enfants dans une autre religion. Pendant plusieurs années, la succession grecque est donc victime des tergiversations des princes bavarois qui refusent de renoncer à leurs droits dynastiques mais ne font que peu d’effort pour affermir leur position d’héritiers.
C’est seulement à partir de 1861 que les choses semblent évoluer à l’intérieur de la maison de Wittelsbach : le prince Louis de Bavière, fils aîné de Luitpold, approche de ses seize ans et il se montre très intéressé par le trône hellénique. Malgré leurs réticences, ses parents acceptent qu’il se convertisse à l’orthodoxie à sa majorité (le 5 janvier 1863) et envisagent de le fiancer à sa cousine, la princesse Eugénie de Leuchtenberg, petite-fille du tsar Nicolas Ier de Russie, afin de rassurer les Grecs. Mais il est déjà trop tard et les Hellènes ne sont plus disposés à attendre.

### La révolution d'octobre 1862

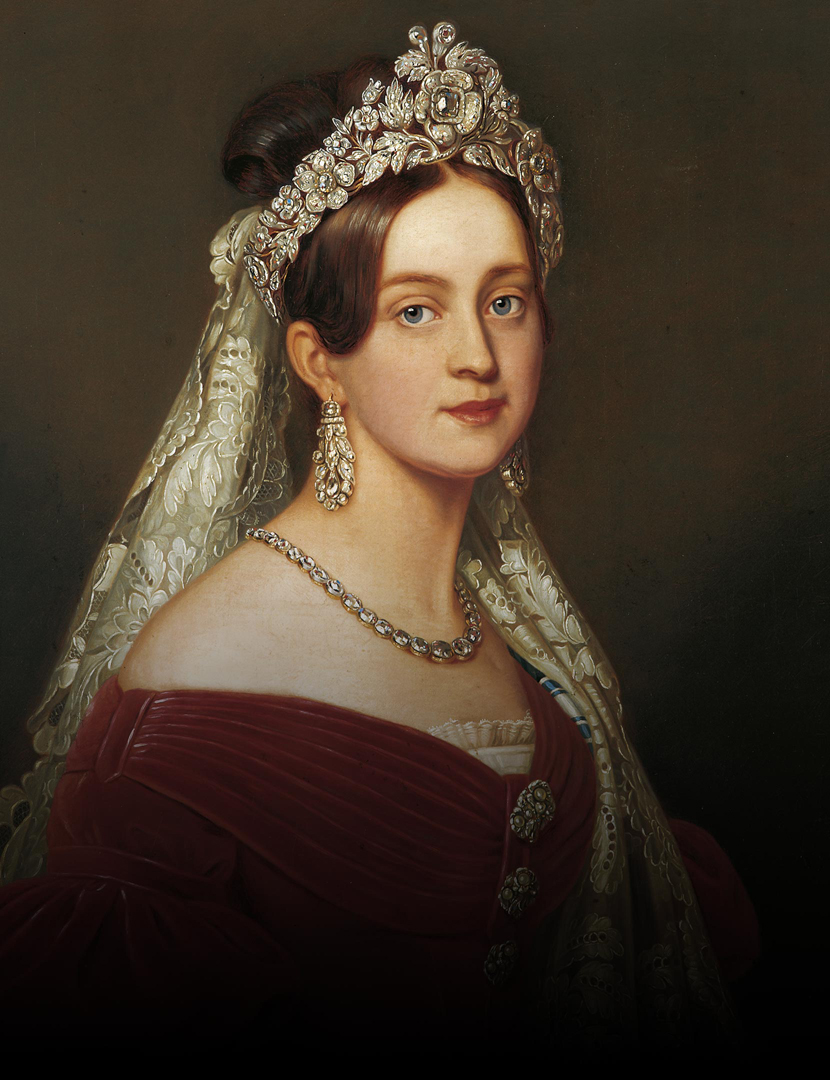
La reine Amélie de Grèce par Joseph Karl Stieler.

Le 1er février 1862, une insurrection éclate à Nauplie contre le régime d'Othon et en faveur de la « Grande Idée ». Mais la révolte, mal préparée, peine à gagner du terrain et est totalement matée le 20 mars.
Afin de rassurer la population et de renforcer son pouvoir, le souverain décide donc de partir, avec son épouse, pour une tournée officielle à travers le Péloponnèse et les îles de l'Égée. Le couple royal quitte Athènes le 16 octobre pour se rendre à Spetses mais, deux jours plus tard, une nouvelle insurrection éclate dans le pays. Vonitza se soulève et la révolte s'étend rapidement à Patras et Missolonghi. Le 22 octobre, c'est au tour de la capitale d'être touchée : des manifestations s'y déroulent et l'armée, chargée de les réprimer, ne tarde pas à rejoindre la foule. Le soir-même, un gouvernement provisoire est nommé avec, à sa tête, Voulgaris, Kanaris et Rouphos,.
Le 23 octobre, les nouvelles autorités proclament un décret par lequel « La royauté d'Othon est abolie. La régence d'Amélie est abolie »,. Une Assemblée nationale est convoquée pour organiser le pays et élire un souverain. Abandonné par les ambassadeurs des puissances protectrices, le couple royal doit embarquer sur un navire britannique, le Scylla, et quitter la Grèce,. Malgré tout, contrairement à ce que prévoyait la première version du décret grec, la maison de Wittelsbach n'est pas officiellement déchue et un prince bavarois semble encore pouvoir succéder à Othon,.

## Plus de sept mois d'incertitudes

### La division des puissances protectrices
Lorsque éclate la révolution à Athènes, les gouvernements des puissances protectrices de la Grèce (Royaume-Uni, France et Russie) sont d'abord préoccupés par la volonté expansionniste des Hellènes. Les grandes puissances européennes craignent en effet que les révolutionnaires déstabilisent l'équilibre international en déclarant la guerre à l'Empire ottoman et cherchent à mettre en œuvre la « Grande Idée ».

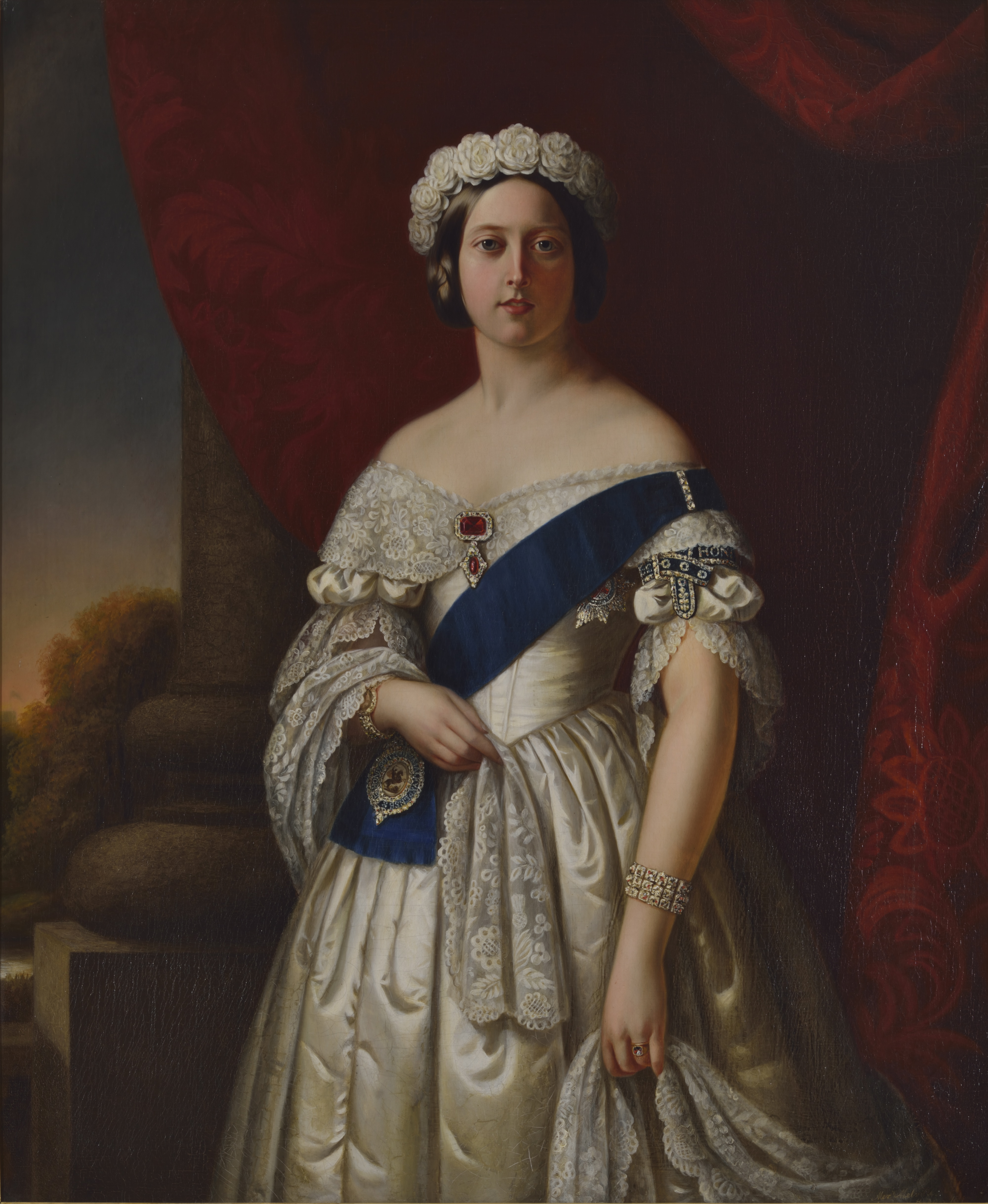
La reine Victoria du Royaume-Uni par Alexander Melville (1845).

Cependant, le gouvernement provisoire se montre particulièrement mesuré et prend garde de ne s'aliéner ni les grandes puissances, ni la Sublime Porte. Ainsi, alors qu'un premier projet prévoyait de convoquer des représentants des Grecs de l'Empire ottoman au sein de la nouvelle Assemblée nationale, il est finalement décidé que seuls les Grecs de l'intérieur pourraient y siéger. Rassurées par l'attitude d'Athènes, Londres, Paris et Saint-Pétersbourg acceptent donc de s'occuper de la succession et de travailler de concert.
Mais, rapidement, des dissensions se font jour entre la Russie et la Grande-Bretagne. En effet, en Grèce, deux noms circulent pour succéder à Othon sur le trône. Le parti anglais soutient activement la candidature du prince Alfred du Royaume-Uni, second fils de la reine Victoria, tandis que le parti russe préférerait voir le duc Nicolas de Leuchtenberg, neveu du tsar Alexandre II, monter sur le trône. Pour la population hellène, le premier candidat offre l'espoir d'un rattachement des îles Ioniennes (alors sous protectorat britannique) à la Grèce et surtout la possibilité d'un rapprochement avec le Royaume-Uni, protecteur traditionnel de l'Empire ottoman. Le duc de Leuchtenberg offre quant à lui l'avantage d'être de confession orthodoxe (comme le demande l'article 40 de la constitution grecque de 1843-1844) et d'être un proche du tsar,.

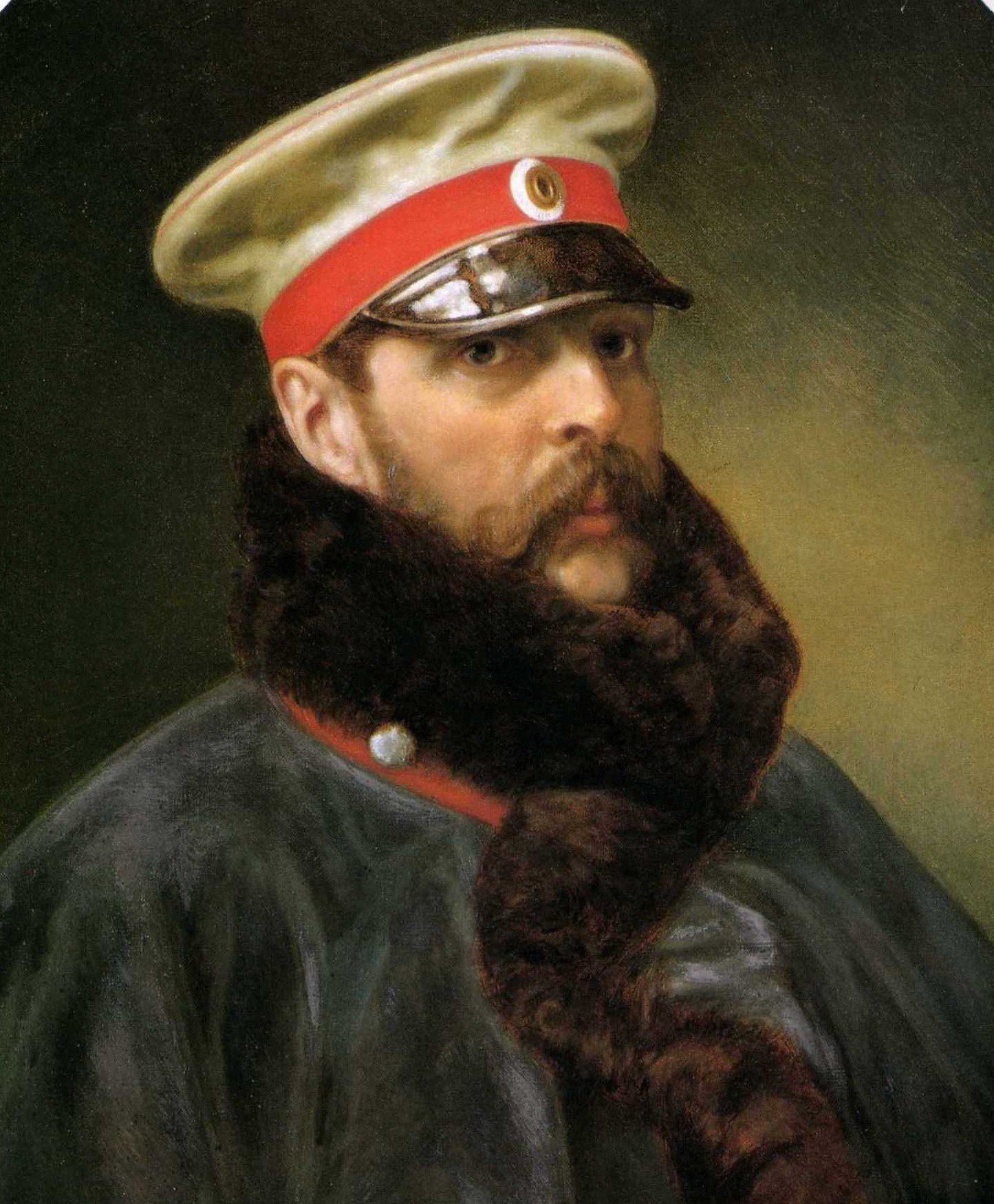
Le tsar Alexandre II de Russie (vers 1865).

Cependant, le traité signé par les puissances protectrices lors de la Conférence de Londres de 1832 interdit aux princes issus des maisons régnantes du Royaume-Uni, de Russie et de France de monter un jour sur le trône hellénique,. Le prince Alfred est donc clairement exclu de la succession. Mais il n'en va pas de même du duc de Leuchtenberg que Saint-Pétersbourg considère comme dynaste parce qu'il n'est pas un Romanov alors que le Royaume-Uni désire fermement l'exclure parce que c'est un proche parent du tsar,,.
Pendant plusieurs semaines, les tensions sont fortes entre les deux puissances et, tandis que Saint-Pétersbourg refuse d'exclure le duc de Leuchtenberg, Londres menace d'accepter la candidature du prince Alfred. De son côté, la France se montre assez peu intéressée par la question de la succession, même si elle refuse catégoriquement de voir un prince britannique devenir roi de Grèce et qu'elle n'est pas opposée à la candidature d'un descendant de l'impératrice Joséphine,.

### La quête impossible d'un candidat Saxe-Cobourg

#### Le référendum de 1862 et l'élection du prince Alfred

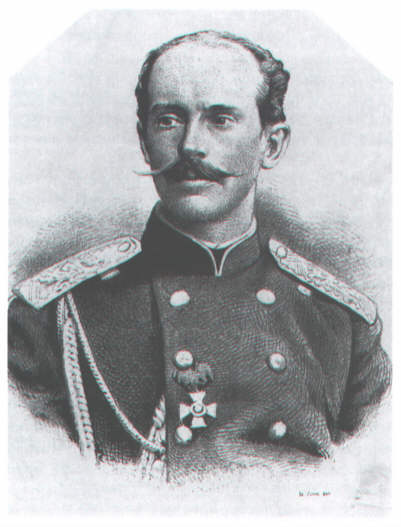
Le prince Nicolas Maximilianovitch de Leuchtenberg, candidat de la Russie pour le trône de Grèce.

Si les puissances protectrices sont divisées à propos de la succession d'Othon, les Grecs se prononcent peu à peu, dans leur majorité, en faveur de la candidature du prince Alfred. Dès le 24 octobre 1862, l'ambassadeur de Grèce à Paris, Dimitrios Kallergis, demande ainsi à l'empereur Napoléon III d'offrir la couronne de Grèce au deuxième fils de la reine Victoria. Surtout, au fil des semaines, des manifestations populaires en faveur du jeune prince se produisent à Athènes. Ainsi, les 22 et 23 novembre 1862, on défile avec des portraits couronnés du prince dans la capitale,.
Face au risque d'une élection britannique, le gouvernement russe finit donc par accepter officiellement l'exclusion du duc de Leuchtenberg le 2 décembre. En contrepartie, la reine Victoria renonce définitivement, le lendemain, à la candidature de son fils et un accord est signé à ce sujet entre les deux puissances le 4 décembre. Désormais, la Russie ne propose plus aucun candidat pour la Grèce (même si elle continue d'insister sur la nécessité de la religion orthodoxe) et ce sont les diplomates français et britanniques qui se mettent à la recherche d'un nouveau roi.

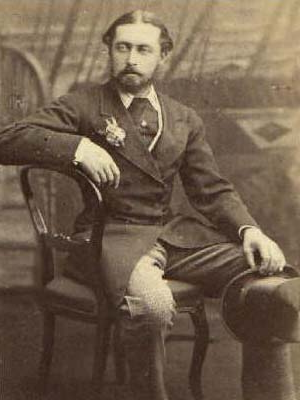
Le prince Alfred du Royaume-Uni, premier choix des Grecs lors de l'élection royale de décembre 1862.

Pourtant, les Grecs sont loin d'avoir renoncé à leur candidat et le gouvernement provisoire menace d'instaurer la république si les puissances protectrices s'opposent à la montée d'Alfred sur le trône. Finalement, le référendum organisé entre le 6 et le 16 décembre 1862 donne raison aux autorités grecques. De fait, parmi toutes les personnalités proposées comme souverain éventuel, c'est Alfred du Royaume-Uni qui obtient le plus de voix avec ses 230 066 suffrages (soit 94,6 % des suffrages exprimés). Les autres candidats arrivent loin derrière : le duc de Leuchtenberg reçoit 2 400 voix (1 %) ; « un roi orthodoxe », 1 917 voix ; le tsar Alexandre, 1 841 voix ; Nicolas de Russie, 1 821 voix et « Nicolas, roi orthodoxe », 1 741 voix ; « un roi », 1 763 voix ; Constantin de Russie, 478 voix ; « un prince impérial français », 246 voix ; le prince Napoléon, 345 voix ; le prince Amédée d'Italie, 15 voix ; « un prince russe », 14 voix, un « membre de la famille impériale russe », 9 voix et un Romanov 8 voix ; le comte Philippe de Flandre, 7 voix ; le prince Guillaume de Danemark, 6 voix ; le prince Ypsilantis, 6 voix ; Garibaldi, 3 voix ; le duc d'Aumale, 3 voix ; « Napoléon le Grand », 2 voix ; « un prince de Suède », 2 voix ; le prince de Joinville, 1 voix ; le « roi Eynard », 1 voix ; Mac Mahon, 1 voix ; l'ex roi Othon Ier, 1 voix. La république ne remporte quant à elle que 93 voix et « longue vie aux trois puissances », 482 voix,,.
Malgré tout, l'élection ne change rien à l'attitude britannique. La reine Victoria est radicalement opposée au projet. Ayant perdu son époux un an auparavant, elle craint d'être séparée d'un autre de ses proches. De fait, les décès successifs de trois de ses petits-cousins portugais, emportés par la typhoïde en 1861, lui rappellent que la maladie qui l'a déjà privée de son époux fait toujours des ravages dans les pays méditerranéens. La souveraine a, par ailleurs, d'autres projets pour son fils. Désireuse de réaliser le vœu du prince Albert, elle souhaite voir Alfred succéder à son oncle, Ernest II, à la tête du duché de Saxe-Cobourg-Gotha. Londres refuse donc une nouvelle fois la couronne hellène le 24 décembre,.

#### Des candidats rapidement rejetés

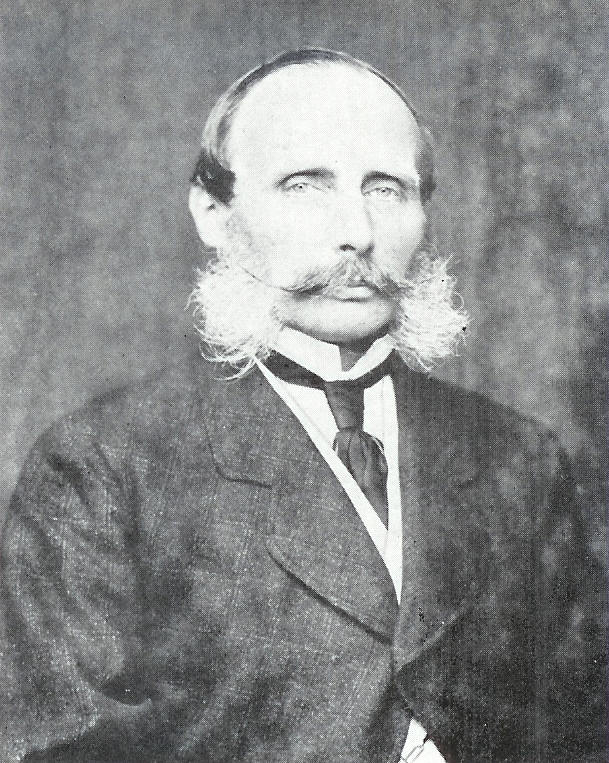
Le prince Henri des Pays-Bas, candidat de la France, en 1870.

Dès le mois de décembre 1862, la diplomatie européenne se met activement à la recherche de nouveaux candidats pour succéder à Othon. La France propose ainsi aux autres puissances protectrices les noms d'Oscar de Suède et d'Henri des Pays-Bas tandis que le Royaume-Uni avance ceux de Nicolas de Nassau et de Ferdinand II de Portugal.
Cependant, les candidats français déclinent la proposition qui leur est faite tandis que le prince Nicolas de Nassau est rejeté par Napoléon III, qui lui reproche d'avoir servi dans les rangs autrichiens lors de la Campagne d'Italie,. Il ne reste plus alors comme candidat possible que l'ancien roi de Portugal qui se trouve être le cousin germain de la reine Victoria et du prince Albert.

#### À la recherche d'un autre Saxe-Cobourg

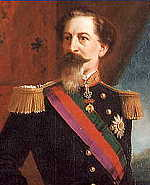
Le roi Ferdinand II de Portugal, prince de Saxe-Cobourg.

Considérant la question d'Orient comme vitale, le Royaume-Uni cherche à s'assurer l'élection, à Athènes, d'un souverain qui lui soit favorable. Londres fait donc beaucoup d'efforts pour rester dans les bonnes grâces des Grecs en dépit de son refus de reconnaître l'élection du prince Alfred. Le gouvernement britannique promet ainsi officiellement de céder les îles Ioniennes au royaume hellène pour le remercier de sa confiance,.
Sans même avoir consulté l'ex-roi Ferdinand II de Portugal, le Royaume-Uni propose son nom au gouvernement grec, qui s'obstine encore à vouloir donner la couronne au deuxième fils de Victoria,. De leur côté, Paris et Saint-Pétersbourg offrent un soutien mesuré au candidat du Royaume-Uni. La France lui donne son appui tout en évoquant le nom du duc d'Aumale en cas d'échec. Quant à la Russie, elle ne se prononce pas officiellement mais cherche en réalité à contrecarrer Londres et à persuader la France de lui retirer tout soutien. D'autres pays tentent également d'intervenir dans l'élection. L'Autriche, qui craint l'arrivée d'un prince de Savoie à la tête de la Grèce, se met ainsi d'accord avec la France pour empêcher une telle éventualité,.

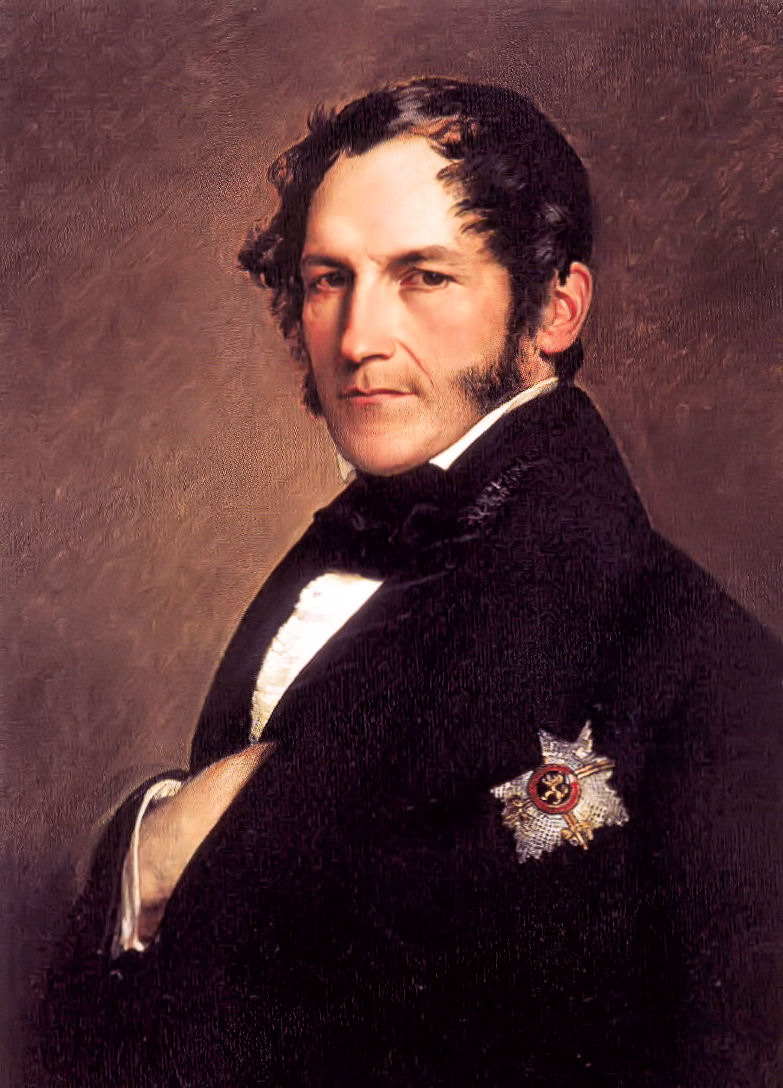
Le roi des Belges Léopold Ier par Franz Winterhalter.

Ce n'est cependant pas l'opposition des chancelleries européennes qui empêche le gouvernement britannique d'arriver à ses fins. Le 11 décembre 1862, l'ex-roi de Portugal fait savoir à la reine Victoria qu'il refuse la couronne de Grèce. Mais le gouvernement britannique s'obstine : pensant que le souverain n'est pas au courant de la volonté du Royaume-Uni de céder à la Grèce les îles Ioniennes, il contacte le roi Léopold Ier de Belgique pour qu'il convainque son neveu d'accepter,.
Le roi des Belges, qui a lui-même été candidat au trône de Grèce en 1830 et qui désire ardemment qu'un membre de sa famille monte sur le trône hellène, envoie donc à Lisbonne son secrétaire, Jules Devaux, pour qu'il persuade l'ancien souverain portugais de changer d'avis. Mais, une nouvelle fois, Ferdinand refuse,. Il craint, en effet, de ne jouer, à Athènes, que le rôle d'un gouverneur au service du Royaume-Uni. Surtout, il a décidé de se consacrer entièrement à l'art et à sa relation amoureuse avec Elisa Hensler. Malgré tout, ce n'est que dans les derniers jours de janvier 1863 que Londres reconnaît définitivement le refus de son candidat.

#### Un Saxe-Cobourg remplace l'autre
En dépit de cet échec, le gouvernement britannique ne se décourage pas. Ayant appris la candidature du prince Guillaume de Bade, fiancé à la princesse Marie de Leuchtenberg et donc proche de la Russie, Londres se tourne vers le duc Ernest II de Saxe-Cobourg-Gotha, frère aîné du prince Albert et cousin de Ferdinand II,,.

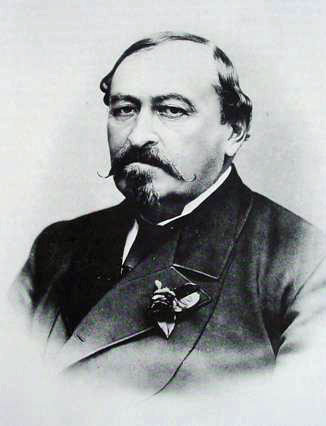
Le duc Ernest II de Saxe-Cobourg-Gotha.

À la demande du gouvernement britannique, le roi Léopold Ier de Belgique écrit au duc de Saxe-Cobourg-Gotha pour lui recommander le trône de Grèce le 25 décembre 1862. Mais, dans le même temps, le souverain belge tente, sans succès, de convaincre son fils, le comte de Flandre, de se poser en candidat au trône. De son côté, Lord Palmerston insiste auprès de la reine Victoria sur la nécessité d'avoir, à Athènes, un souverain proche du Royaume-Uni et qui professe des opinions libérales,.
Contrairement à son cousin portugais, Ernest II semble d'abord vouloir accepter l'offre qui lui est faite. Il demande cependant à son oncle des précisions sur le sentiment des Grecs et des grandes puissances vis-à-vis de sa candidature ainsi que des informations concernant une possible abdication d'Othon Ier. Le roi des Belges lui répond le 4 janvier 1863. Dans sa lettre, le monarque assure son neveu du complet accord des grandes puissances (qui est pourtant loin d'être acquis) et de la volonté des Grecs de l'avoir comme souverain. Il ajoute que le Royaume-Uni est prêt à céder à la Grèce les îles Ioniennes et qu'Ernest pourrait sans difficulté conserver le duché de Saxe-Cobourg-Gotha tout en régnant à Athènes. N'ayant pas d'enfant, il lui appartiendrait par ailleurs de nommer un prince de sa maison pour lui succéder en Grèce,,.
Cependant, le gouvernement britannique et la reine Victoria ne sont pas du même avis et insistent pour qu'Ernest II abdique à Cobourg. Afin de conserver son duché, le souverain envisage alors d'accepter une simple régence à Athènes en attendant que l'un de ses jeunes parents soit en âge de lui succéder. Mais Londres refuse cette option et une rencontre est organisée à Bruxelles, du 18 au 21 janvier, entre Ernest II, le roi des Belges et un membre du cabinet britannique, pour discuter de la succession,.

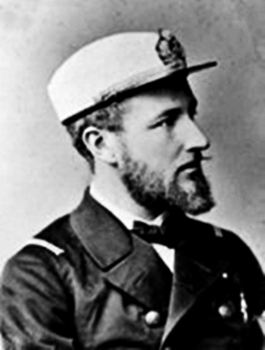
Le prince Auguste de Saxe-Cobourg-Kohary fils.

Pendant ce temps, la France et la Russie s'inquiètent de la candidature cobourgeoise. Paris craint en effet qu'Ernest II, qui n'a pas d'héritier, ne nomme le prince Alfred comme successeur. De son côté, Saint-Pétersbourg insiste sur la question de l'orthodoxie et fait remarquer que le lien de parenté unissant le prince de Galles et le duc de Saxe-Cobourg-Gotha est exactement le même que celui existant entre le duc de Leuchtenberg et le tsar de Russie.
Malgré tout, ce ne sont pas les réticences des autres grandes puissances qui font échouer la candidature d'Ernest II. De fait, la rencontre, à Bruxelles, entre le duc, le roi des Belges et le ministre britannique, est un échec. Ernest II refuse de renoncer à son duché et exige l'abdication de l'ancien roi de Grèce avant de prendre le pouvoir à Athènes,. De plus, la tentative des Saxe-Cobourg de trouver un héritier au souverain allemand n'aboutit pas. Les princes Philippe et Auguste de Saxe-Cobourg-Kohary, un moment pressentis pour lui succéder sur le trône de Grèce, sont catholiques et leurs parents, Auguste de Saxe-Cobourg-Kohary et Clémentine d'Orléans, refusent qu'ils se convertissent à l’orthodoxie pour monter sur un trône.
Ernest II renonce donc à la couronne de Grèce le 31 janvier 1863 et renouvelle sa renonciation le 2 février,,.

### Une attente déstabilisante pour la Grèce

#### Les Grecs s'impatientent

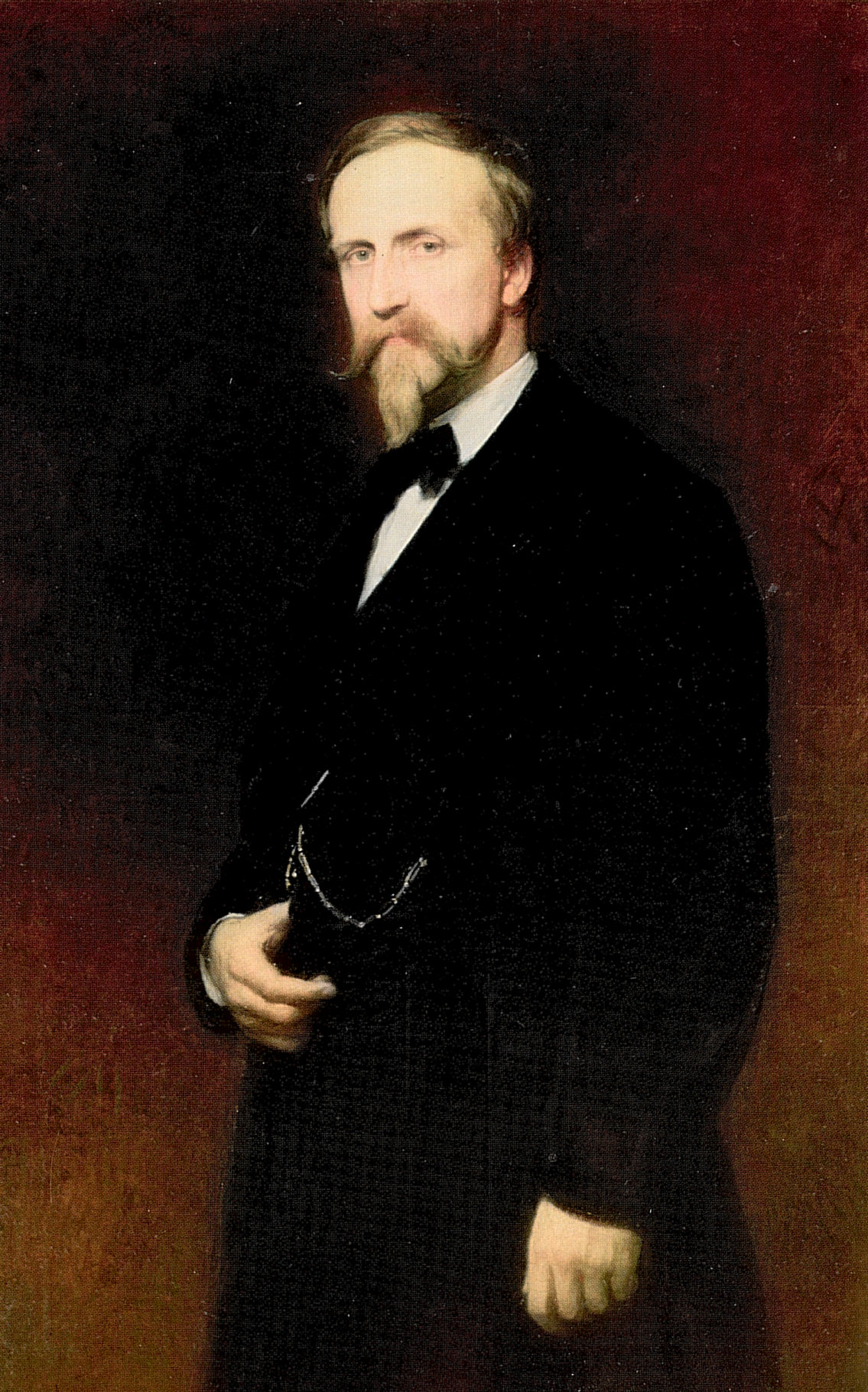
Henri d'Orléans, duc d'Aumale, par Charles-François Jalabert (1866).

En Grèce, l'incapacité du gouvernement et des puissances à trouver un souverain pour le pays favorise l'instabilité. Des groupes de pression apparaissent qui soutiennent chacun un candidat différent : le clan des Mavromichalis désire le retour des Wittelsbach, celui des Mavrocordato continue à soutenir le prince Alfred, le parti militaire de Grivas appelle de ses vœux la candidature du duc d'Aumale tandis que d'autres groupes se prononcent pour un prince de Savoie.
Dans le même temps, la « Grande Idée » redevient une priorité pour la population hellène et les autorités reparlent d'une guerre contre l'Empire ottoman. Des émeutes se produisent dans différents points du territoire et le brigandage augmente. Décidée à contrer l'influence britannique en Grèce, la Russie offre son soutien au mouvement expansionniste. Avec l'Italie et la Bavière, elle semble également donner son appui à une restauration des souverains déchus.
Le 2 février 1863, le gouvernement provisoire grec émet une série de décrets qui réaffirment la déposition d'Othon Ier et d'Amélie en y ajoutant celle de toute la maison de Wittelsbach. Un autre décret reconnaît l'élection d'Alfred lors du référendum de décembre et le proclame roi. Encore une fois, le gouvernement britannique rejette l'offre qui est faite au second fils de Victoria, ce qui blesse fortement l'opinion publique grecque. C'est toutefois la divulgation du refus d'Ernest II de monter sur le trône hellénique, le 8 février, qui entame le plus le prestige du Royaume-Uni.

#### Les nouveaux candidats se désistent
Après le refus de ses deux candidats, le Royaume-Uni envisage de proposer la couronne de Grèce au prince Ernest de Leiningen, neveu de la reine Victoria. Cependant, le prince, qui est pair de Bavière, rejette la proposition qui lui est faite avant qu'elle ne soit rendue publique,.

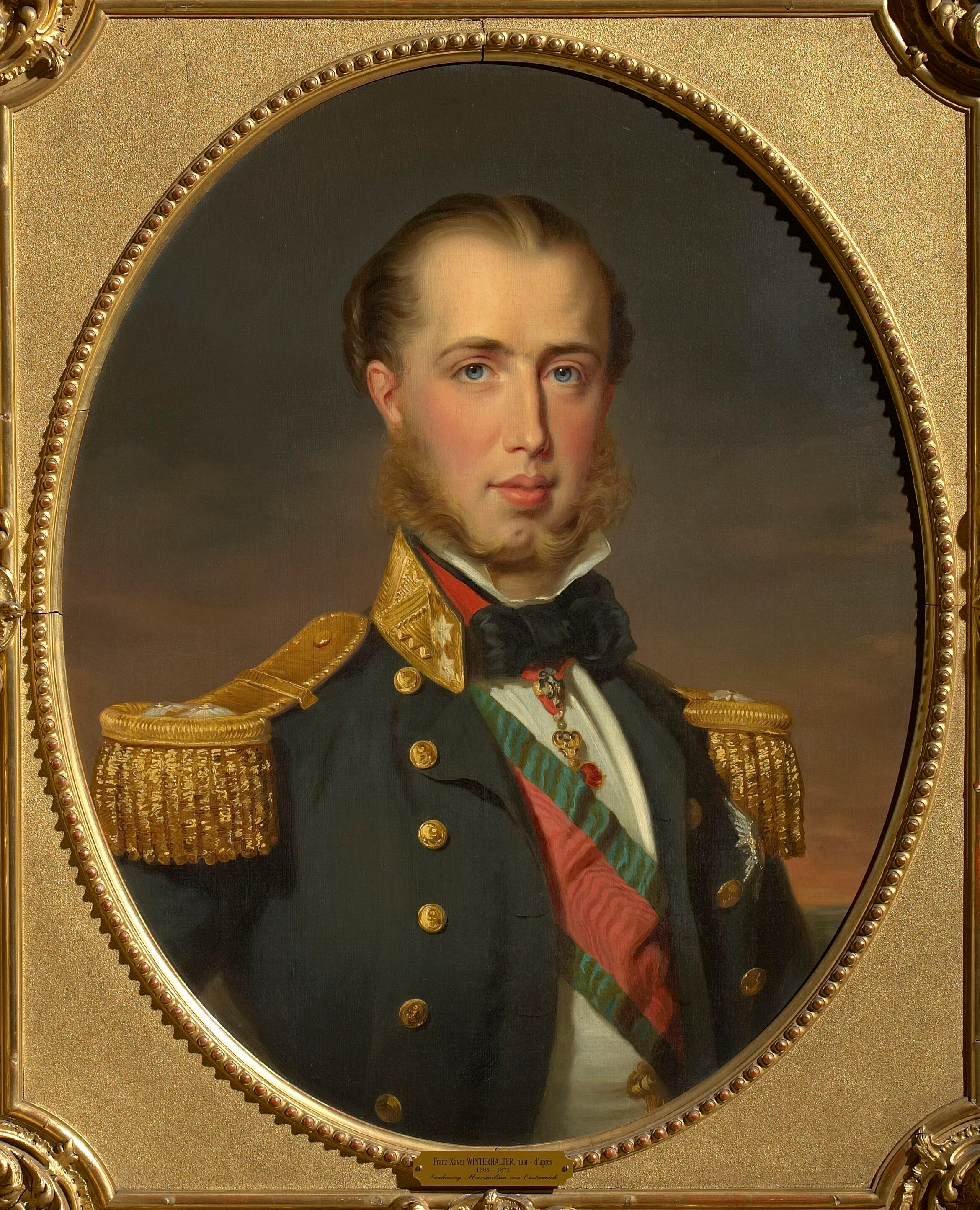
L'archiduc Maximilien d'Autriche, futur empereur du Mexique, par Franz Xaver Winterhalter.

Londres commence alors à montrer son découragement et fait savoir à l'ambassadeur de Grèce en Grande-Bretagne, Spiridon Trikoupis, qu'elle n'a plus de candidat à lui proposer. Malgré tout, le gouvernement de Lord Palmerston insiste auprès de la Grèce pour qu'elle choisisse un roi qui aurait son soutien. Ainsi, les candidatures de Guillaume de Bade et du duc d'Aumale doivent être rejetées par Athènes, sous peine de ne pas pouvoir annexer les îles Ioniennes,.
Finalement, les derniers candidats encore acceptables pour le Royaume-Uni sont les princes Nicolas de Nassau (dont Napoléon III ne veut pas), Édouard de Saxe-Weimar-Eisenach (qui a combattu la Russie pendant la Guerre de Crimée), Maximilien d'Autriche (déjà engagé dans l'affaire mexicaine) et Guillaume de Danemark (jugé trop jeune par les chancelleries).
La France envisage, de son côté, d'offrir la couronne grecque au prince Léopold de Hohenzollern-Sigmaringen et une proposition lui est faite le 17 février. Cependant, celui-ci décline officiellement l'offre le 22 février et Paris s'abstient de toute nouvelle intervention,.

#### Vers un retour des Wittelsbach?
Face à ces échecs successifs, en Grèce, l'opinion publique se trouble et les intrigues politiques se succèdent. Deux factions extrêmes se dessinent : l'une, libérale, qui appuie la candidature de la maison de Savoie (en la personne du prince de Carignan), l'autre, réactionnaire, qui soutient le retour des Wittelsbach (en la personne du prince Louis),.

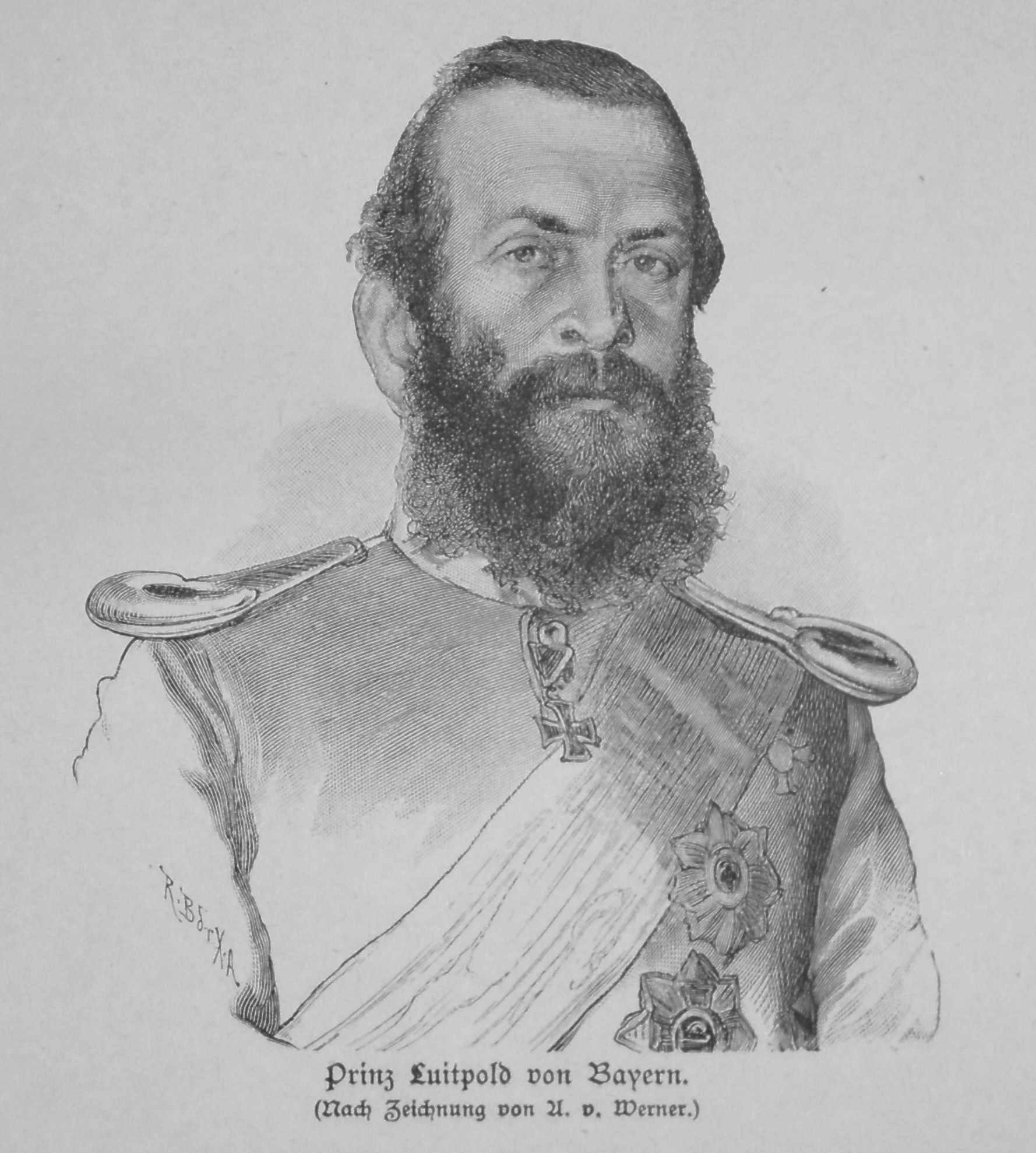
Le prince Luitpold de Bavière, frère cadet du roi Othon Ier de Grèce (vers 1895).

Si l'Autriche s'oppose clairement à la candidature italienne et que le Royaume-Uni se montre très réticent vis-à-vis de la famille du roi Othon, la France et la Russie finissent, quant à elles, par se rallier à la candidature bavaroise. La Russie cesse ainsi de considérer le trône grec comme vacant tandis que la France fait savoir qu'elle ne s'opposerait pas à un retour des Wittelsbach.
En Grèce, des rumeurs circulent selon lesquelles les ambassades d'Autriche et de Bavière comploteraient avec les Mavromichalis dans le but de restaurer les Wittelsbach. Des incidents se produisent et le gouvernement provisoire proteste officiellement, le 19 février, contre le comportement du vice-consul d'Autriche à Kalamata qui a fait débarquer des troupes d'un navire de guerre.
Face au risque d'une restauration bavaroise, les députés grecs, encouragés par le Royaume-Uni, signent à l'unisson le décret proclamant la déchéance d'Othon le 16 février. Peu de temps après, les 26 et 27 février, une émeute, à Athènes, renverse le triumvirat Voulgaris, Rouphos et Kanaris qui est remplacé par un nouveau gouvernement, présidé par Aristidis Moraitinis. Les représentations diplomatiques grecques à l'étranger sont fermées par mesure d'économie tandis que l'ambassadeur de Bavière est arrêté et celui d'Autriche menacé d'expulsion,.
Après ces événements, la probabilité d'une restauration des Wittelsbach devient presque nulle. La question dynastique reste donc entière, d'autant que le gouvernement italien fait connaître à Athènes le refus des Savoie de monter sur le trône de Grèce le 21 mars 1863.

#### La Grèce se cherche un autre candidat

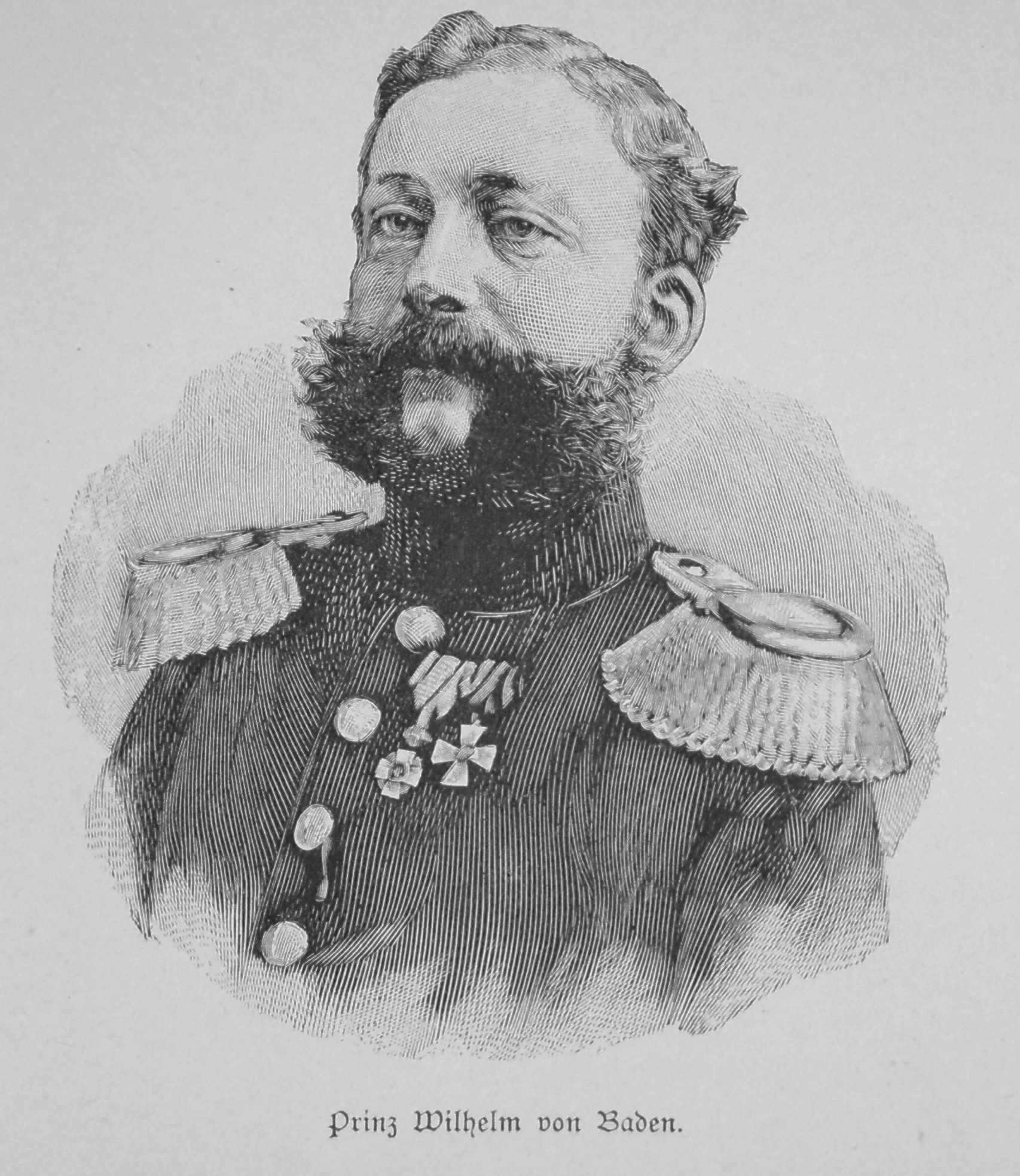
Le prince Guillaume de Bade (vers 1895).

Désireux de se rapprocher de Paris, le gouvernement provisoire grec demande, courant mars, à l'ambassadeur de France, Nicolas Prosper Bourée, des renseignements sur le prince Guillaume de Bade, qui est en passe d'épouser la princesse Marie de Leuchtenberg, nièce du tsar Alexandre II. Mais la France craint de devoir affronter un nouveau refus princier et elle fait savoir à Athènes que c'est à la Grèce de contacter directement Guillaume. Paris assure toutefois le gouvernement hellénique de son soutien et mentionne également le nom de Guillaume de Hesse-Philippsthal-Barchfeld comme éventuelle solution de rechange au prince de Bade.
De son côté, le Royaume-Uni n'apprécie guère l'initiative grecque et, tandis que le nom de Guillaume de Bade semble gagner en popularité dans le royaume hellène, Londres se montre beaucoup moins favorable à l'union des îles Ioniennes à la Grèce.

### Le choix danois

#### L'élection de Guillaume de Danemark

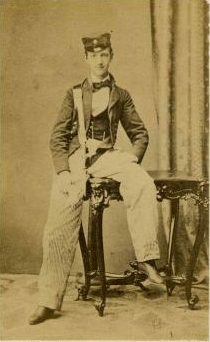
Le prince Guillaume de Danemark, élu roi sous le nom de Georges Ier de Grèce (vers 1860).

Le 10 mars 1863, le prince de Galles épouse au Château de Windsor la princesse Alexandra de Danemark. Quelques jours plus tard, le gouvernement britannique échafaude un nouveau plan qui placerait le frère cadet de la jeune fille, le prince Guillaume de Danemark, âgé de dix-sept ans, à la tête de la Grèce. Rapidement, Londres demande à Paris son avis sur le Danois et la France lui fait savoir qu'elle est prête à lui offrir son soutien,.
Le 24 mars, la Russie assure également le Royaume-Uni de son soutien : le tsarévitch Nicolas étant fiancé à une autre sœur du candidat, la princesse Dagmar, Saint-Pétersbourg voit d'un bon œil l'arrivée d'un Schleswig-Holstein-Sonderbourg-Glücksbourg à Athènes. Londres informe alors le gouvernement grec du soutien apporté à Guillaume de Danemark et ordonne à son ambassade de favoriser l'élection du prince.
Soulagée d'avoir enfin trouvé un souverain, l'Assemblée nationale grecque élit à l'unanimité le prince danois le 30 mars 1863 (18 mars julien) en le proclamant officiellement « Georges Ier, roi des Hellènes ». Dans la capitale comme en province, la population est en liesse et même les Grecs de l'Empire ottoman font éclater leur joie,.
Mais, malgré les apparences, la question dynastique est encore loin d'être résolue. De fait, le Danemark met plus de deux mois pour donner son accord à l'élection.

#### Les réticences du prince Christian
Le 24 mars, le gouvernement britannique contacte officiellement Copenhague pour lui demander son accord pour l'élection du prince Guillaume. Ravi, le roi Frédéric VII répond favorablement à la requête britannique mais insiste sur la nécessité d'obtenir le consentement du prince Guillaume et de ses parents avant d'entamer toute démarche,.

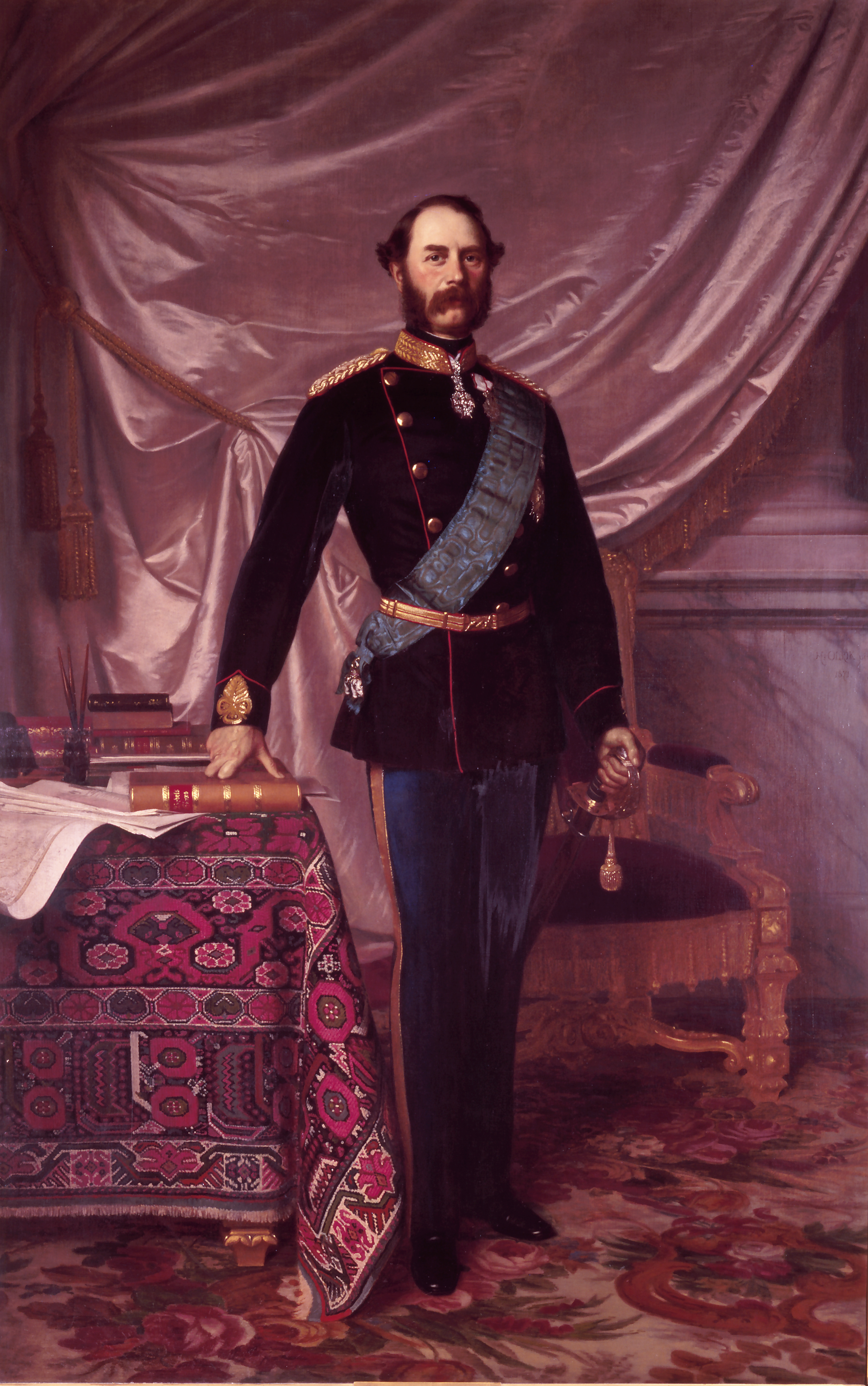
Le prince Christian de Danemark (futur Christian IX) par Henrik Olrik.

Or, si Guillaume se montre immédiatement séduit par l'idée de monter sur le trône de Grèce, ses parents, Christian de Danemark et Louise de Hesse-Cassel, ne sont pas du même avis. Les héritiers du trône danois considèrent en effet que, tant qu'Othon Ier n'a pas abdiqué, les Wittelsbach sont les seuls détenteurs légitimes de la couronne hellène. Ils craignent, par ailleurs, pour le futur de leur fils et exigent différentes garanties financières et territoriales de la part des puissances protectrices. De son côté, le gouvernement danois insiste pour que le prince Guillaume puisse rester dans la religion luthérienne et que seuls ses enfants soient touchés par l'obligation de se convertir à la religion orthodoxe,,.
Le 1er avril, le gouvernement danois apprend l'élection officielle de Guillaume par l'Assemblée nationale grecque. Loin d'être satisfaite par la nouvelle, Copenhague se montre choquée par ce qu'elle considère comme un manque de respect de la part des Britanniques,. Malgré tout, des tractations sont entreprises pendant plusieurs semaines entre le Royaume-Uni et le Danemark. Copenhague étant en difficulté avec la Prusse et l'Autriche à cause de l'affaire des duchés, elle espère obtenir l'appui britannique en échange de son aide en Grèce.

#### La Grèce envoie une délégation à Copenhague

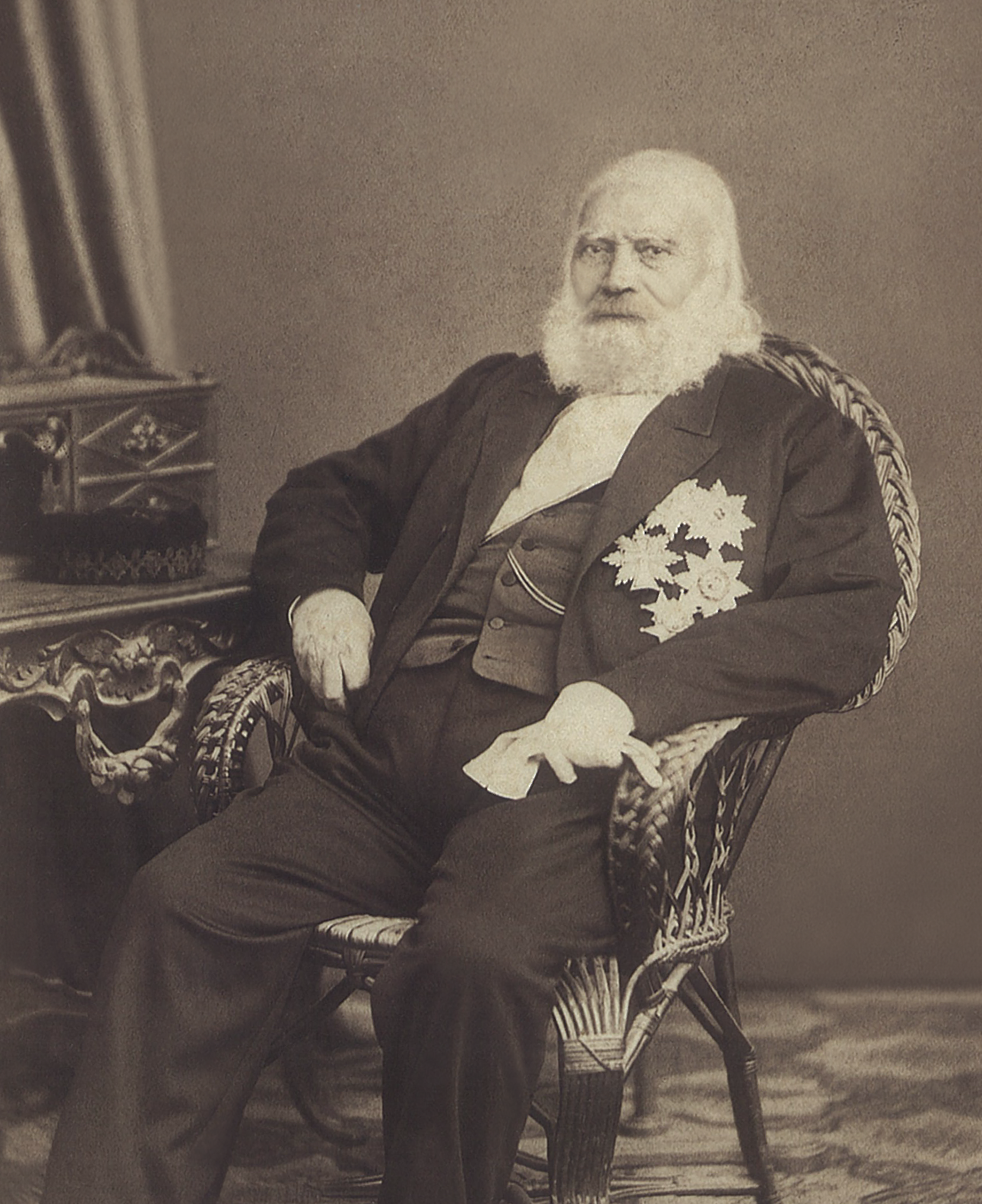
L'amiral Constantin Kanaris, chef de la délégation grecque.

Le 1er avril 1863, l'Assemblée nationale grecque réaffirme officiellement son désir de voir réunie à la nation hellène la République des îles Ioniennes. L'Assemblée met ensuite en place une délégation chargée d'aller offrir la couronne de Grèce au prince Guillaume de Danemark. Sont membres de cette délégation l'amiral Constantin Kanaris, héros de la Guerre d'indépendance et proche de la Russie, Thrasivoulos Zaimis, membre du parti anglais, Dimítrios Grívas, lié à la France, Georges Mavrocordato, issu d'une puissante famille phanariote, le major Mollas, le capitaine Scouzès, le lieutenant Reinech, le professeur Philémon et le docteur Stavros.
La délégation quitte Athènes le 11 avril et arrive à Copenhague le 25,. Entre-temps, des mauvaises nouvelles sont arrivées en Grèce : le Danemark se montre réticent vis-à-vis de l'élection de son prince et des rumeurs veulent que l'ex-reine Amélie d'Oldenbourg utilise ses connexions familiales pour empêcher la succession. Face à l'incertitude, l'instabilité et le brigandage refont leur apparition dans le royaume hellène.
Le 26 avril, les députés grecs sont reçus officieusement par le Premier ministre danois Carl Christian Hall et par le roi Frédéric VII. Ils remettent alors au souverain une lettre du gouvernement grec faisant connaître l'objet de leur mission. L'accueil qu'ils reçoivent est cordial mais ils sont déçus par le manque d'empressement des Danois à donner leur accord à l'élection.

#### La conférence de Londres

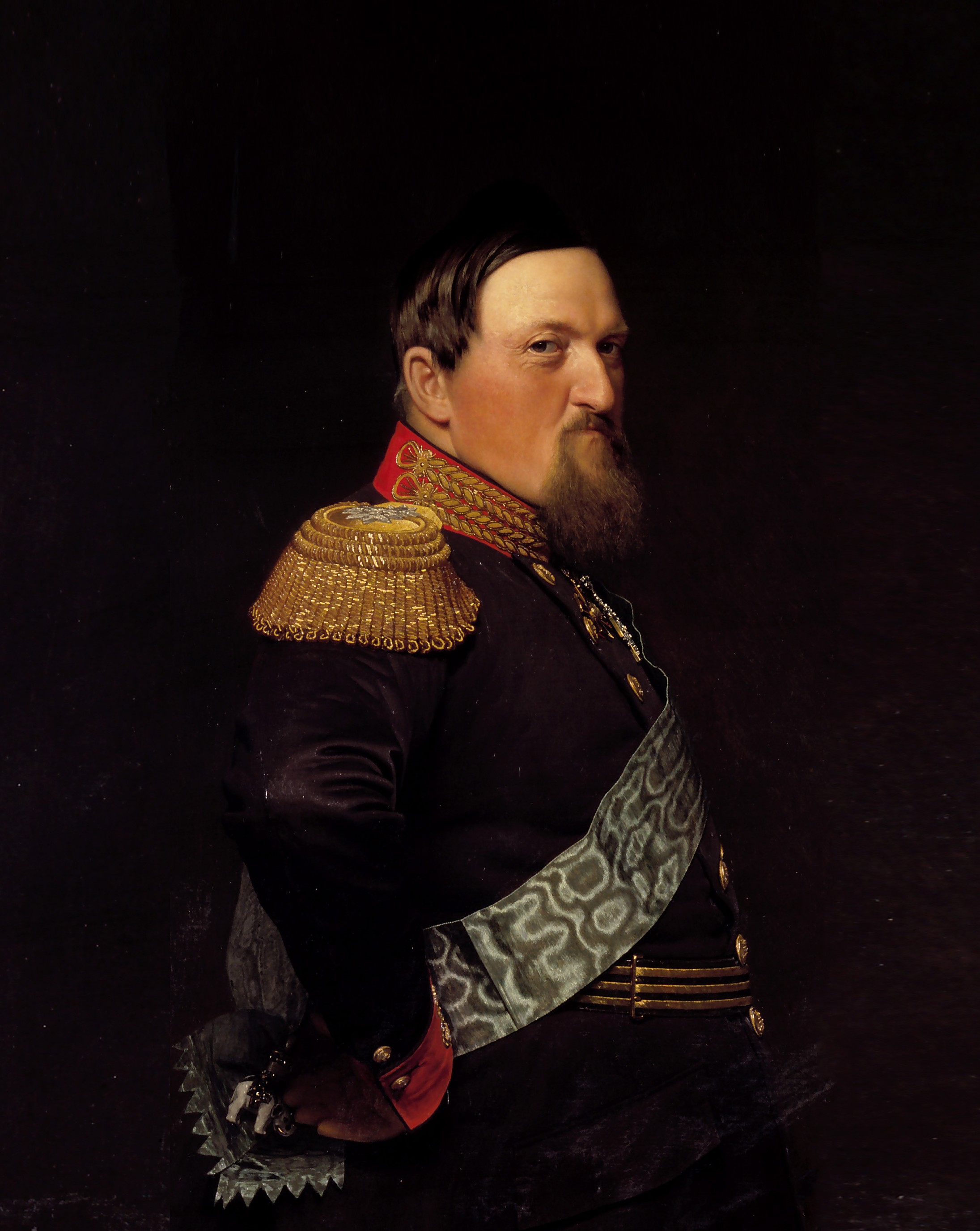
Le roi Frédéric VII de Danemark par Vilhelm Gertner (1861).

À partir du 29 avril est organisée à Londres une conférence internationale qui réunit, entre autres, les représentants des puissances protectrices et qui doit régler la question de la succession grecque. Pour le Royaume-Uni, la France et la Russie, il s'agit à la fois de faire reconnaître la vacance du trône hellénique (que la maison de Wittelsbach continue à nier) et à rendre possible l'avènement de Georges Ier,. Mais la Bavière, conviée à participer à la conférence, s'entête et refuse d'envoyer un de ses représentants reconnaître la déchéance de sa dynastie. Le 27 mai, les puissances protectrices finissent donc par aller outre l'abstention bavaroise et par proclamer officiellement la nécessité de trouver un autre roi pour la Grèce.
Une fois cette proclamation effectuée, le roi Frédéric VII et son gouvernement se montrent rassurés. Ils font alors pression sur le prince Christian pour qu'il donne enfin son consentement à la succession, ce qui se produit le 1er juin,. Une autre conférence, qui réunit cette fois les représentants des puissances protectrices et du Danemark, est donc organisée à Londres le 5 juin. Après une journée de pourparlers, un nouveau protocole est signé : il reconnaît l'élection du prince Guillaume de Danemark et la cession des îles Ioniennes à la Grèce. D'autres articles du traité font, par ailleurs, référence à la liste civile réservée au nouveau souverain, à l'obligation, pour ses futurs enfants, d'être élevés dans la religion orthodoxe et à la conservation de la nationalité danoise pour le prince et sa descendance,,.

#### La proclamation de GeorgesIer

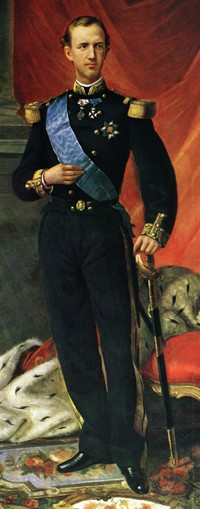
Le roi Georges Ier de Grèce (1864).

Le 6 juin 1863, la délégation grecque présente à Copenhague depuis le 25 avril est officiellement reçue au palais de Christiansborg afin d'y proclamer le prince Guillaume roi des Hellènes,,.
À midi, la famille royale, accompagnée des plus hauts dignitaires du pays et des représentants des puissances protectrices, fait son entrée dans la salle des cérémonies. Peu de temps après, la députation grecque, dirigée par l'amiral Kanaris, y pénètre à son tour. Kanaris prend le premier la parole : s'adressant au roi Frédéric VII, il lui fait connaître le résultat de l'élection du 30 mars. Le souverain lui répond alors qu'il accepte l'élection et fait une nouvelle fois référence à la promesse du Royaume-Uni de céder à la Grèce la République des îles Ioniennes. Il remet ensuite à Guillaume l'Ordre de l'Éléphant,,.
Vers 13h, la délégation grecque s'adresse à son nouveau souverain pour le féliciter. Celui-ci répond par un discours dans lequel il promet de se montrer digne de la confiance des Grecs et jure de respecter la légalité constitutionnelle durant son règne,,. Après sept mois et demi d'attente, la Grèce a désormais un roi.

## Les conséquences de l'élection

### La question du titre royal
Contrairement au roi Othon Ier, le prince Guillaume n’est pas élu « roi de Grèce » mais « roi des Grecs ». C’est là la marque du refus de ses sujets d’être à nouveau dirigés par un souverain despotique. C'est aussi, en un sens, une affirmation qu'il règne sur tous les Grecs, même ceux qui vivent en dehors du royaume de Grèce.
L'Empire ottoman, qui possède sur son territoire une importante minorité hellénophone, ne s'y trompe d'ailleurs pas puisqu'il proteste officiellement auprès des puissances protectrices contre l'attribution de ce titre. Un nouveau protocole international est donc signé le 3 août 1863 et le titre de « roi des Grecs » est officiellement transformé en « roi des Hellènes »,, ce qui ne satisfait guère plus la Sublime Porte.

### L'annexion des îles Ioniennes

Le drapeau des îles Ioniennes sous protectorat britannique.

Outre la question du titre royal, le protocole du 1er août 1863 règle en partie la question de la cession de la République des îles Ioniennes au royaume de Grèce. Les représentants du Royaume-Uni, de la France, de la Russie, de la Prusse et de l'Autriche y reconnaissent en effet l'annexion de l'archipel.
Cependant, le Royaume-Uni ne possède qu'un protectorat sur la République et il doit demander l'avis de l'assemblée insulaire avant de pouvoir régler la question. Une fois cette formalité réglée, le 19 octobre 1863, une nouvelle convention internationale est réunie à Londres au mois de novembre. On reconnaît alors l'annexion des îles par la Grèce en échange de leur neutralisation et de la destruction de leurs fortifications.
Finalement, un dernier traité, signé par Londres et Athènes le 29 mars 1864, rend possible l'annexion mais limite la neutralisation à Corfou et à Paxos. Les garnisons britanniques quittent ensuite définitivement les îles Ioniennes le 2 juin 1864.

### Les Wittelsbach et la Grèce
Lorsqu'ils quittent leur pays en octobre 1862, le roi Othon Ier et la reine Amélie emportent avec eux les regalia du royaume de Grèce. Refusant de reconnaître la légitimité de l'élection de Georges Ier, ils conservent ensuite les insignes de la monarchie et les lèguent, à leur mort, à la famille royale de Bavière.
Presque un siècle plus tard, en décembre 1959, le duc Albert de Bavière, chef de la maison de Wittelsbach, envoie son fils Maximilien-Emmanuel à Athènes pour y reconnaître officiellement les droits de la maison d'Oldenbourg. Le prince remet alors au roi Paul Ier de Grèce la couronne, le sceptre et l'orbe emportés par Othon.

### Sur l'élection royale et les tractations diplomatiques qui l'ont accompagnée
- Olivier Defrance, « La vacance du trône de Grèce en 1862 et les candidatures cobourgeoises », Museum Dynasticum, vol. 1,‎ 2001, p. 17-25 (revue trimestrielle éditée par le Musée de la Dynastie).
- (en) Barabara Jelavich, « Russia, Bavaria and the Greek Revolution of 1862/1863 », Balkan Studies, vol. 2, no 1,‎ 1961, p. 125-150 (ISSN 2241-1674, lire en ligne).
- Michel Lhéritier, « L'Avènement de la dynastie danoise en Grèce (1862-1863) », Revue historique, vol. 148, no 2,‎ 1925, p. 161-199 (lire en ligne).
- (en) Paul Minet, « King-Making in Nineteenth Century Greece », Royalty Digest, vol. 1, no 4,‎ juillet 1991, p. 106 et suivantes (ISSN 0967-5744).
- (en) Eleutherios Prevelakis, British policy towards the change of dynasty in Greece, 1862-1863, Athènes, 1953 (ASIN B00178I17I).

### Biographies de personnalités et des familles liées à l'élection
- Philippe Alexandre et Béatrix de L'Aulnoit, La dernière reine : Victoria, 1819-1901, Robert Laffont, 2000 (ISBN 2221090640) .
- Damien Bilteryst, Philippe Comte de Flandre : Frère de Léopold II, Bruxelles, Éditions Racine, 2014, 336 p. (ISBN 978-2-87386-894-9, lire en ligne).
- Raymond Cazelles, Le duc d'Aumale : Prince aux dix visages, Tallandier, 2004 (ISBN 2235016030) .
- (en) Walter Christmas, King George of Greece, New York, MacBride, Naste & Company, 1914 (ISBN 1402175272, lire en ligne) .
- (en) D. Dawson, « The Archduke Ferdinand Maximilian and the Crown of Greece, 1863 », The English Historical Review, vol. 37, no 45,‎ janvier 1922, p. 107-114.
- Olivier Defrance, La Médicis des Cobourg : Clémentine d’Orléans, Bruxelles, Éditions Racine, 2007 (ISBN 2873864869) .
- Olivier Defrance, Léopold Ier et le clan Cobourg, Bruxelles, Éditions Racine, 2004 (ISBN 978-2-87386-335-7) .
- (es) Ricardo Mateos Sáinz de Medrano, La Familia de la Reina Sofía, La Dinastía griega, la Casa de Hannover y los reales primos de Europa, Madrid, La Esfera de los Libros, 2004 (ISBN 84-9734-195-3) .
- (en) Ernest II of Saxe-Coburg-Gotha, Memoirs of Ernest II, Duke of Saxe-Coburg-Gotha : Volumes 3 and 4. Embracing Period 1850-1870, Londres, Adamant Media Corporation, 2001 (ISBN 1402176244) (réédition de l'ouvrage de 1888) .
- (en) John Van der Kiste, Alfred : Queen Victoria's Second Son, Fonthill, 2013 (ISBN 978-1-78155-319-0) .
- (en) John Van der Kiste, Kings of the Hellenes : The Greek Kings, 1863-1974, Sutton Publishing, 1994 (ISBN 0750921471) .

### Histoire de la Grèce
- Édouard Driault et Michel Lhéritier, Histoire diplomatique de la Grèce de 1821 à nos jours : Le Règne d'Othon - La Grande Idée (1830-1862), t. II, PUF, 1926 (lire en ligne) .
- Édouard Driault et Michel Lhéritier, Histoire diplomatique de la Grèce de 1821 à nos jours : Le Règne de Georges Ier avant le traité de Berlin (1862-1878) - Hellénisme et slavisme, t. III, PUF, 1926 (lire en ligne) .
- (en) Michael Llewellyn Smith, Olympics in Athens : 1896, Londres, Profile Books, 2004 (ISBN 1-8619-7342-X). .
- (en) Antonis Pantelis, Stephanos Koutsoubinas et George Gerapetritis, « Greece », dans Dieter Nolhen et Philip Stöver (dir.), Elections in Europe : A Data Handbook, Baden-Baden, Nomos, 2010, 2070 p. (ISBN 9783832956097).